# Michael Hegemann
Michael Hegemann (* 19. März 1977 in Bottrop-Kirchhellen) ist ein ehemaliger deutscher Handballspieler und derzeitiger Trainer des ASV Hamm-Westfalen. Er ist 1,93 m groß und wiegt 99 kg.

## Karriere
Hegemann, der für den TUSEM Essen spielt und mit der Rückennummer 3 für die deutsche Handballnationalmannschaft auflief, studierte für das Grundschullehramt und hat hier aktuell sein Referendariat begonnen. Er kann im linken Rückraum oder als Rückraummitte eingesetzt werden.
Michael Hegemann spielte bis 1997 beim VfL Gladbeck. Danach wechselte er zur SG Solingen in die 2. Handball-Bundesliga. Nach dem Aufstieg der SG Solingen 2000 in die 1. Handball-Bundesliga wechselte er 2001 zur HSG Düsseldorf. Nachdem er auch mit der HSG Düsseldorf 2004 aufgestiegen war, wechselte er 2005 zum VfL Gummersbach. 2006 heuerte er beim TBV Lemgo an. Im Sommer 2008 wechselte er zu GWD Minden. Im Sommer 2009 verließ er den Verein aus privaten Gründen wieder in Richtung Düsseldorf. Im Jahr 2012 unterschrieb er einen Vertrag beim Bergischen HC. Seit dem Sommer 2014 lief er für TUSEM Essen auf. Im Sommer 2017 übernahm Hegemann das Co-Traineramt bei TUSEM Essen, für den er zunächst weiterhin als Stand-by-Spieler zur Verfügung stand, bevor er sich komplett auf seinen Trainer-Job konzentrierte. Im Sommer 2022 übernahm er den Trainerposten bei TUSEM Essen. Ab dem Sommer 2024 bis zum Mai 2025 trainierte er den ASV Hamm-Westfalen.
Michael Hegemann erreichte mit der deutschen Handballnationalmannschaft 2006 den 5. Platz bei der Europameisterschaft in der Schweiz und nahm an der Weltmeisterschaft 2005 in Tunesien teil. 2007 wurde er mit Deutschland Weltmeister, kam allerdings nicht zum Einsatz. Da er aber zum Kader gehörte, bekam auch er eine Goldmedaille.